# Friedrich August von Harrach-Rohrau
Friedrich August Gervasius Protasius von Harrach zu Rohrau und Thannhausen, född 18 juni 1696 i Wien, död där 4 juni 1749, var en österrikisk greve, generalguvernör i de Österrikiska Nederländerna 1741–1744. Han var Österrikes minister i Österrikiska Nederländerna 1732–1742. 
Som minister genomförde han mot den dåvarande generalguvernörens, Maria Elisabets av Österrike, vilja, ett reformprogram för näringslivet som förstörde områdets ekonomi med målet att dirigera all dess vinst till Österrike. Vid Maria Elisabets död 1741 efterträdde han henne som generalguvernör fram till dess att nästa blev utsedd av Wien 1744.